# Monwell Randle
Monwell John Randle (Chicago, 4 luglio 1982) è un ex cestista statunitense.

## Palmarès
- Campionato croato: 1

Zadar: 2004-05